# Olga Bulbenkova
Olga Nikolajevna Bulbenkova, född 1835, död 1918, var en rysk modeskapare.
Hon var prästdotter och blev vid nio års ålder fosterdotter till en kvinnlig släkting, som var gift med en köpman i Sankt Petersburg. Hon blev lärling hos en sömmerska, blev dennas kollega och övertog slutligen ateljén, som hon utvecklade till ett modehus. 
Hon grundade Rysslands första inhemska modehus och omtalas som Rysslands första designer, under en tid när man i Ryssland annars följde franskt mode. Hon hade stor framgång, tävlade med Charles Worth i Paris om kunderna i den ryska överklassen och anlitades regelbundet av kejsarinnan Maria Fjodorovna och hennes döttrar. Hon blev hovskräddare vid tsarhovet och anlitades för att sy upp formella hovklänningar och andra högtidsdräkter. 
Hon överlät modehuset på sin niece 1910. Hennes modehus upphörde 1917. 